# 朱膺锟
充城王朱膺锟（1456年—？），明朝岷顺王朱音埑的嫡三子。

## 生平
天順四年（1460年）三月赐名。
成化五年（1469年）五月，明宪宗遣隆平侯張祐、駙馬都尉周景、富陽伯李輿、懷柔伯施鑑、保定伯孟昂為正使，工科右給事中陳峻、戶科給事中鄧山、刑科給事中王誼、戶部郎中劉岌、禮部署郎中事員外郎彭彥充為副使，持節封朱膺錕為充城王。成化八年（1472年）九月，遣英國公張懋、恭順侯吳鑑、駙馬都尉楊偉、遂安伯陳韶、伏羌伯毛銳、清平伯吳璽為正使，吏科給事中梁鏞、戶科給事中施純、禮科給事中黃麟、兵科給事中俞澤、刑科給事中王銓、工科給事中張琳為副使，持節冊封鎮遠府知府陳寔的孫女為充城王妃。
朱膺錕陰邪強暴，動不循理，凌轢生母汤王妃，敺擊兄長岷世子朱膺鉟。朱音埑在殯期间，朱膺錕居喪無戚容，酣飲自若。府後有城隍祠，朱膺錕因为祈祷不灵验，便鞭打燒毀之。有人忤逆他，他就剪其鬚髮；又多結交憸邪之徒置于左右。汤王妃上奏他的恶行，成化二十二年（1486年）六月革爵为庶人，陈王妃亦革封號，与家屬送鳳陽居住，冊印、冠服拘收送京城，其餘府中人分别坐罪。
嘉靖四年（1525年）六月，明世宗听御史葉忠建议，赦高墻已故庶人朱膺錕等的家属八十八人，敕內官分送各王府隨住，口粮、布花、婚配等項給如高墻例，仍敕各王府鈐束戒諭，令改過自新。

## 家庭

### 妻妾
- 王妃陈氏

### 子孙
- 长子朱彥灒，成化九年（1473年）三月赐名[8]

《明史》作朱膺锟无子，未详朱彥灒是否夭折。